# 용담 김씨
용담 김씨(龍潭金氏)는 전북특별자치도 진안군 용담면을 본관으로 하는 한국의 성씨이다.
시조 김순서(金順瑞)는 수원 김씨의 시조 김품언(金稟言)의 넷째 아들로 고려에서 예부시랑을 지냈다고 한다.

## 참고 자료
- “용담김씨(龍潭金氏)”. 뿌리를 찾아서.[깨진 링크(과거 내용 찾기)]